# Celtic punk
Celtic punk este un subgen muzical care constă în combinarea punk-ului cu muzica celtică (în special muzica irlandeză, dar se întâlnesc și influențe din muzica din Scoția, Țara Galilor Cornwall, Bretania sau Insula Man). Instrumentele specifice genului sunt, pe lângă chitara electrică, bass-ul și tobele punk-ului, cimpoiul, acordeonul, banjoul, mandolina, vioara și fluierul. Inventatorii acestui gen sunt The Pogues. Cele mai cunoscute formații astăzi sunt Dropkick Murphys și Flogging Molly. Alte trupe importante sunt The Mahones, The Tossers, Real McKenzies, Great Big Sea și The Bloody Irish Boys.